# Verbandsgemeinde Lambsheim-Heßheim
Die Verbandsgemeinde Lambsheim-Heßheim ist eine Gebietskörperschaft im Rhein-Pfalz-Kreis in Rheinland-Pfalz. Der Verbandsgemeinde gehören sechs eigenständige Ortsgemeinden an. Der Verwaltungssitz ist in der Gemeinde Lambsheim, eine zweite Verwaltungsstelle wurde in Heßheim eingerichtet. Im Verwaltungsgebiet leben  17.221 Einwohner.
Sie wurde zum 1. Juli 2014 aus den Ortsgemeinden der gleichzeitig aufgelösten Verbandsgemeinde Heßheim und der bis dahin verbandsfreien Gemeinde Lambsheim neu gebildet.

## Verbandsangehörige Gemeinden
| Ortsgemeinde                       | Fläche (km²) | Einwohner |
| ---------------------------------- | ------------ | --------- |
| Beindersheim                       | 5,73         | 3.363     |
| Großniedesheim                     | 3,78         | 1.408     |
| Heßheim                            | 5,78         | 3.150     |
| Heuchelheim bei Frankenthal        | 5,76         | 1.283     |
| Kleinniedesheim                    | 3,88         | 954       |
| Lambsheim                          | 12,75        | 7.063     |
| Verbandsgemeinde Lambsheim-Heßheim | 37,68        | 17.221    |

(Einwohner am 31. Dezember 2023)

## Geschichte
Die bisherige Verbandsgemeinde Heßheim war 1972 im Rahmen der ersten rheinland-pfälzischen Verwaltungsreform entstanden. Zuvor galten im damaligen Regierungsbezirk Pfalz im Wesentlichen die aus der Pfalz (Bayern) (1816–1946) stammenden Verwaltungsstrukturen. Die Gemeinde Lambsheim gehörte bisher keiner Verbandsgemeinde an.
Am 28. September 2010 wurde das „Erste Gesetz zur Kommunal- und Verwaltungsreform“ erlassen mit dem Ziel, Leistungsfähigkeit, Wettbewerbsfähigkeit und Verwaltungskraft der kommunalen Strukturen zu verbessern. Für Verbandsgemeinden wurde festgelegt, dass diese mindestens 12.000 Einwohner (Hauptwohnung am 30. Juni 2009) umfassen sollen, für verbandsfreie Gemeinden war die Einwohnerzahl auf 10.000 festgelegt worden. Die sogenannte Freiwilligkeitsphase endete am 30. Juni 2012.
Im Februar 2012 schlossen die Bürgermeister der verbandsfreie Gemeinde Lambsheim, der Verbandsgemeinde Heßheim und der zugehörenden Ortsgemeinden nach zustimmenden Beschlüssen der Räte eine Vereinbarung über die Neubildung einer Verbandsgemeinde.
Im „Landesgesetz über die freiwillige Bildung der neuen Verbandsgemeinde Lambsheim-Heßheim“ vom 22. November 2013 wurde festgelegt, dass die neue Verbandsgemeinde zunächst den Namen „Lambsheim-Heßheim“ führt. Innerhalb eines Jahres sollte das fachlich zuständige Landesministerium den Namen der neuen Verbandsgemeinde letztlich festlegen. Die Verbandsgemeindeverwaltung der neuen Verbandsgemeinde hat ihren Sitz in Lambsheim, eine zweite Verwaltungsstelle wird in Heßheim eingerichtet.
Das Land gewährt der neuen Verbandsgemeinde aus Anlass ihrer freiwilligen Bildung eine einmalige einwohnerbezogene Zuweisung in Höhe von 784.700 Euro. Darüber hinaus erhält die Verbandsgemeinde eine Zuweisung in Höhe von 2.000.000 Euro zur Reduzierung ihrer Verbindlichkeiten.
In der Zeit vom 30. Januar bis zum 24. April 2015 führte die Verbandsgemeinde sowohl für den Namen wie auch für das neue Wappen einen Ideenwettbewerb durch. Auf dieser Grundlage hatte sich der Verbandsgemeinderat am 15. Mai 2015 entschieden, den vorläufigen Namen beizubehalten. Das rheinland-pfälzische Innenministerium genehmigte diesen Vorschlag.

## Bevölkerungsentwicklung
Die Entwicklung der Einwohnerzahl bezogen auf das heutige Gebiet der Verbandsgemeinde Lambsheim-Heßheim; die Werte von 1871 bis 1987 beruhen auf Volkszählungen:
| Jahr | Einwohner |
| 1815 | 3.535     |
| 1835 | 5.553     |
| 1871 | 6.115     |
| 1905 | 8.141     |
| 1939 | 8.173     |
| 1950 | 9.029     |

| Jahr | Einwohner |
| 1961 | 10.341    |
| 1970 | 13.051    |
| 1987 | 14.166    |
| 1997 | 14.198    |
| 2005 | 15.682    |
| 2023 | 17.221    |

## Politik

### Verbandsgemeinderat
Der Verbandsgemeinderat Lambsheim-Heßheim besteht aus 32 ehrenamtlichen Ratsmitgliedern, die bei den Kommunalwahlen am 9. Juni 2024 in einer personalisierten Verhältniswahl gewählt wurden, und dem hauptamtlichen Bürgermeister als Vorsitzendem.
Die Sitzverteilung im Verbandsgemeinderat:
| Wahl | SPD | CDU | GRÜNE | FDP | FWG | Gesamt   |
| ---- | --- | --- | ----- | --- | --- | -------- |
| 2024 | 10  | 10  | 3     | 2   | 7   | 32 Sitze |
| 2019 | 11  | 9   | 4     | 2   | 6   | 32 Sitze |
| 2014 | 11  | 12  | 3     | –   | 6   | 32 Sitze |

- FWG = Freie Wählergruppe Lambsheim-Heßheim e. V.

### Bürgermeister
Zum Bürgermeister der neuen Verbandsgemeinde wurde bei der Stichwahl am 8. Juni 2014 Michael Reith (SPD) mit 58,2 % direkt gewählt, nachdem im ersten Wahlgang am 25. Mai 2014 keiner der ursprünglich drei Bewerber eine ausreichende Mehrheit erreicht hatte. Reiths achtjährige Amtszeit begann am 1. Juli 2014. Bei der Direktwahl am 6. März 2022 wurde er mit einem Stimmenanteil von 75,9 % für weitere acht Jahre in seinem Amt bestätigt.

### Wappen
Blasonierung: „In sechzehnfach von Schwarz und Gold geteiltem Schildbord eine eingebogene schwarze Spitze, darin ein rotbewehrter goldener Löwe, der sich auf einen von Silber und Rot gevierten Schild stützt, darüber drei goldene Sterne, vorne in Gold ein grüner Eichenzweig mit zwei roten Eicheln und einem grünen Eichenblatt, hinten in Gold eine grüne Ährengarbe mit rotem Band, darüber schräg gekreuzt ein roter Schlüssel und ein rotes Schwert.“
Im Wappenschild sind in der eingebogenen Spitze die Wappen der namensgebenden Gemeinden Lambsheim (mit dem Pfälzer Löwen und dem Schild der Leiser von Lambsheim) und Heßheim (mit den drei Sternen) vertreten. Im vorderen Feld sind die Eicheln aus den Wappen der Ortsgemeinden Großniedesheim und Kleinniedesheim verankert. Im hinteren Feld befindet sich die Ährengarbe aus dem Wappen von Heuchelheim, darüber Schlüssel und Schwert aus dem Wappen von Beindersheim. Auf die sechzehnfache Teilung des Schildbordes wird in den bisher vorliegenden Erläuterungen nicht eingegangen.
Dem von Dieter Krieger entworfenen Wappen stimmte der Verbandsgemeinderat am 1. Juli 2015 zu. Vom Landesarchiv Speyer wurde ein positives Gutachten erstellt und die Verleihung empfohlen. Die förmliche Verleihung durch die Kommunalaufsicht des Rhein-Pfalz-Kreises steht noch aus (Stand 31. Juli 2015).